# Astia Walker
Astia Walker (Jamaica, 4 de abril de 1975) es una atleta jamaiquina, especialista en la prueba de 4 x 100 m, en la que ha logrado ser medallista de bronce mundial en 2001. Actualmente se encuentra retirada.

## Carrera deportiva
El Mundial de Edmonton 2001 ganó la medalla de bronce en el relevo 4 x 100 metros, con un tiempo de 42.40 segundos, tras Alemania y Francia, siendo sus compañeras de equipo: Juliet Campbell, Beverly McDonald y Merlene Frazer.